# Bluesville Records
Bluesville Records fue un sello subsidiario de la compañía discográfica estadounidense Prestige Records, puesta en marcha en 1959, con el propósito de documentar el trabajo de viejos intérpretes clásicos de blues. Hacia 1966, Bluesville cesó la producción de LP derivándola hacia Milestone Records, otro sello subsidiario de Prestige.
La mayor parte de las grabaciones publicadas por Bluesville Records se centraron en Roosevelt Sykes, Lightnin' Hopkins, Rev. Gary Davis, Sonny Terry y Brownie McGhee, que supusieron una cuarta parte de los lanzamientos. Otros artistas que grabaron para el sello fueron Baby Tate, Scrapper Blackwell, Willie Dixon, K. C. Douglas, Guitar Pete Franklin, Shirley Griffith, Alberta Hunter, Lonnie Johnson, Curtis Jones, Furry Lewis, Sidney Maiden, Blind Willie McTell, Memphis Slim, Memphis Willie B., Little Brother Montgomery, Robert Curtis Smith, Smoky Babe, Arbee Stidham, Roosevelt Sykes, Tampa Red, Henry Townsend, Mercy Dee Walton, Wade Walton y Big Joe Williams